# Naoya Kondō
Naoya Kondō (jap. 近藤 直也, Kondō Naoya; * 3. Oktober 1983 in Utsunomiya) ist ein japanischer Fußballspieler.

## Karriere

### Verein
Naoya Kondō erlernte das Fußballspielen in den Jugendmannschaften von Takezononishi FC und Kashiwa Reysol sowie in der Schulmannschaft der Takezono Higashi Junior High School. Seinen ersten Profivertrag unterschrieb er 2002 bei Kashiwa Reysol. Der Verein aus Kashiwa, einer Großstadt in der Präfektur Chiba auf Honshū, der Hauptinsel von Japan, spielte in der höchsten Liga des Landes, der J1 League. 2005 musste er mit dem Club den Weg in die Zweitklassigkeit antreten. Ein Jahr später stieg man als Vizemeister der J2 League wieder direkt in die erste Liga auf. 2008 erreichte man das Finale des Kaiserpokals, das man im Endspiel allerdings mit 0:1 gegen Gamba Osaka verlor. Nach drei Jahren in der ersten Liga musste der Club 2009 wieder in die zweite Liga absteigen. Im Jahr darauf wurde man Zweitligameister und stieg abermals direkt in die erste Liga auf. 2011 feierte er mit dem Club als Aufsteiger überraschend die japanische Meisterschaft. 2012 stand man wieder gegen Gamba Osaka im Finale des Kaiserspokals. Dieses Mal gewann man mit 1:0. Ein Jahr später erreichte man das Finale im J. League Cup. Im Endspiel besiegte man die Urawa Red Diamonds mit 1:0. Nach insgesamt 246 Spielen verließ er Ende 2015 den Club und schloss sich dem Zweitligisten JEF United Ichihara Chiba aus Ichihara an. Für den Club absolvierte er 110 Zweitligaspiele. 2019 wechselte er zum Ligakonkurrenten Tokyo Verdy.

### Nationalmannschaft
Naoya Kondō spielte 2012 einmal in der japanischen Nationalmannschaft. Sein einziges Länderspiel bestritt er am 24. Februar 2012 in einem Freundschaftsspiel gegen Island  im Nagai Stadium in Osaka.

## Erfolge
Kashiwa Reysol
- J2 League

Meister: 2010  ▲
Vizemeister: 2006  ▲
- J1 League

Meister: 2011
- Emperor’s Cup

Sieger: 2012
Finalist: 2008
- J. League Cup: 2013

- Japanischer Supercup: 2012